# كارتر كابس
كارتر كابس (بالإنجليزية: Carter Capps)‏ هو لاعب كرة قاعدة أمريكي، ولد في 7 أغسطس 1990 في كينستون في الولايات المتحدة.

## وصلات خارجية
- كارتر كابس على موقع دوري كرة القاعدة الرئيسي (الإنجليزية)
- كارتر كابس على موقعبيزبول رفرنس.كوم (الدوري الرئيسي) (الإنجليزية)
- كارتر كابس على موقعبيزبول رفرنس.كوم (الدوري الثانوي) (الإنجليزية)
- كارتر كابس على موقع إي إس بي إن.كوم (أم.أل.بي) (الإنجليزية)
- كارتر كابس على موقع مشجعي الرسوم البيانية (الإنجليزية)